# إنغا بيريت سفيستاد
إنغا بيريت سفيستاد مواليد 28 يونيو 1985، هي لاعبة كرة يد نرويجية تلعب كجناح أيمن. مثلت منتخب النرويج لكرة اليد للسيدات.

## روابط خارجية
- إنغا بيريت سفيستاد على موقع الاتحاد الأوروبي لكرة اليد (الإنجليزية)
- إنغا بيريت سفيستاد على موقع الاتحاد النرويجي لكرة اليد (النرويجية)